# Ornebius alii
Ornebius alii är en insektsart som beskrevs av Bhowmik 1970. Ornebius alii ingår i släktet Ornebius och familjen Mogoplistidae. Inga underarter finns listade i Catalogue of Life.